# Iwanki, Warmińsko-Mazurskie
Iwanki [iˈvanki] (tiếng Đức: Königlich Iwanken)  là một khu định cư ở khu hành chính của Gmina Biskupiec, thuộc huyện Nowomiejski, Warmińsko-Mazurskie, ở miền bắc Ba Lan. Nó nằm khoảng 8 kilômét (5 mi) phía nam Biskupiec, 14 km (9 mi) về phía tây của Nowe Miasto Lubawskie và 84 km (52 mi) về phía tây nam của thủ đô khu vực Olsztyn.